# Wayne Allwine
Wayne Allwine est un acteur américain né le 7 février 1947 à Glendale dans le Comté de Los Angeles en Californie aux États-Unis et mort le 18 mai 2009 à Los Angeles des suites d'un diabète.
Voix officielle anglophone de Mickey Mouse de 1977 à 2009, il était marié à Russi Taylor, voix officielle de Minnie Mouse depuis 1986.

## Biographie
Wayne Allwine avait commencé au courrier chez Disney, avant de travailler au service des bruitages. Technicien d'effets spéciaux sonores, il obtient un Emmy Award en 1986 pour le son de la série de NBC, Histoires extraordinaires. À la suite d'une audition, il devient la voix officielle anglophone de Mickey Mouse en 1977 (d'abord à la télévision et dans les parcs, puis à partir de 1983 au cinéma), succédant à Jim MacDonald
Il a été nommé Disney Legends en 2008.

## Filmographie
- 1983 : Le Noël de Mickey : Bob Cratchit (Mickey Mouse) (voix)
- 1985 : Taram et le chaudron magique (The Black Cauldron) : Henchman (voix)
- 1986 : Basil, détective privé (The Great Mouse Detective) : Thug Guard (voix)
- 1987 : DTV 'Doggone' Valentine (TV)
- 1988 : Qui veut la peau de Roger Rabbit (Who Framed Roger Rabbit) de Robert Zemeckis : Mickey Mouse (voix)
- 1988 : Mickey's 60th Birthday (en) (TV) : Mickey Mouse (voix)
- 1990 : Disney Sing-Along-Songs: Disneyland Fun (vidéo) : Mickey Mouse (voix)
- 1990 : The Muppets at Walt Disney World (en) (TV) : Mickey Mouse (voix)
- 1990 : Le Prince et le Pauvre : Mickey Mouse / Prince Mickey (voix)
- 1991 : Muppet's Vision 3D : Mickey Mouse (voix)
- 1994 : Disney Sing-Along-Songs: The Twelve Days of Christmas (vidéo) : Mickey Mouse (voix)
- 1995 : Dingo et Max : Mickey Mouse (voix)
- 1995 : Mickey perd la tête : Mickey Mouse (voix)
- 1996 : Disney Sing-Along-Songs: Friend Like Me (vidéo) : Mickey Mouse (voix)
- 1998 : The Spirit of Mickey (en) (vidéo) : Mickey Mouse (voix)
- 1998 : Disney Sing-Along-Songs: Very Merry Christmas Songs (vidéo) : Mickey Mouse (voix)
- 1999 : Disney's Mouseworks Spaceship : Mickey Mouse (voix)
- 1999 : Mickey Mouse Works (série TV) : Mickey Mouse (voix)
- 1999 : Mickey, il était une fois Noël (Mickey's Once Upon a Christmas) (vidéo) : Mickey Mouse (voix)
- 1999 : Fantasia 2000 (Fantasia/2000) : Mickey Mouse (segment "Pomp and Circumstance") (voix)
- 2001 : House of Mouse (série TV) : Mickey Mouse / Additional Voices (voix)
- 2001 : Mickey, la magie de Noël (vidéo) : Mickey Mouse (voix)
- 2002 : Mickey, le club des méchants (vidéo) : Mickey Mouse (voix)
- 2003 : Mickey's PhilharMagic : Mickey Mouse (voix)
- 2003 : Very Merry Christmas Sing Along Songs (vidéo) : Mickey Mouse (voix)
- 2004 : The Search for Mickey Mouse : Mickey Mouse (voix)
- 2004 : Mickey, Donald, Dingo Les 3 Mousquetaires (vidéo) : Mickey Mouse (voix)
- 2004 : Mickey, il était deux fois Noël (vidéo) : Mickey Mouse (voix)

## Jeux vidéo
- 2002 : Kingdom Hearts (jeu vidéo) : Mickey Mouse (voix)
- 2005 : Kingdom Hearts: Chain of Memories (jeu vidéo) : Mickey Mouse (voix)
- 2006 : Kingdom Hearts II (jeu vidéo) : Mickey Mouse (voix)
- 2008 : Kingdom Hearts Re:Chain of Memories (jeu vidéo) : Mickey Mouse (voix)
- 2009 : Kingdom Hearts: 358/2 Days (jeu vidéo) : Mickey Mouse (voix)

## Autres productions
- 1992 : Fantasmic! : Mickey Mouse (voix)